# Dicladocera guttipennis
Dicladocera guttipennis är en tvåvingeart som först beskrevs av Christian Rudolph Wilhelm Wiedemann 1828.  Dicladocera guttipennis ingår i släktet Dicladocera och familjen bromsar. Inga underarter finns listade i Catalogue of Life.